# Wybory parlamentarne w Wielkiej Brytanii w 2017 roku
Wybory parlamentarne w Wielkiej Brytanii w 2017 roku – przedterminowe wybory do Izby Gmin (izby niższej parlamentu Zjednoczonego Królestwa Wielkiej Brytanii i Irlandii Północnej) przeprowadzone w czwartek 8 czerwca. W ich efekcie rządząca Partia Konserwatywna doprowadziwszy do przyspieszonych wyborów utraciła bezwzględną parlamentarną większość.
Decyzję w sprawie skrócenia 56. kadencji parlamentu podjęła Izba Gmin 19 kwietnia 2017. Za wnioskiem w tej sprawie złożonym przez premier Theresę May opowiedziało się 522 parlamentarzystów (zarówno rządzących torysów, jak i deputowanych opozycyjnych z Partii Pracy, Liberalnych Demokratów i Zielonych), przeciw zagłosowało 13. W następstwie tej decyzji została wydana Proklamacja Królewska zatwierdzająca datę wyborów. Nowy Parlament zebrał się po raz pierwszy 13 czerwca, a mowa tronowa miała zostać wygłoszona 6 dni później
Sondaże przeprowadzone tuż przed głosowaniem w sprawie zorganizowania wyborów dawały rządzącej Partii Konserwatywnej ponad 20 punktów procentowych przewagi nad główną siłą opozycyjną, Partią Pracy. W czasie kampanii wyborczej przewaga ta malała i według badań opinii organizowanych w ostatnich dniach przed wyborami wynosiła między 1 a 8 punktami procentowymi. Większość sondaży nadal jednak przewidywała utrzymanie większości przez Partię Konserwatywną oraz zwiększenie liczby zajmowanych przez nią miejsc w parlamencie w porównaniu z uzyskanymi w wyborach w 2015.

## Kampania wyborcza
Tematami kampanii wyborczej były m.in. brexit, bezpieczeństwo oraz cięcia w wydatkach okrzyknięte przez opozycję np. „podatkiem od demencji”. W przeddzień wyborów badania opinii publicznej były zgodne co do utrzymującego się prowadzenia partii konserwatywnej mimo spadającego od ogłoszenia wyborów poparcia; sondaże różniły się jednak bardzo co do prognozowanej liczby mandatów zdobytych przez torysów.

## Wyniki

Wyniki w poszczególnych okręgach wyborczych (legenda: patrz tabela obok)

W wyniku wyborów żadna z partii nie uzyskała samodzielnej większości 326 miejsc w Izbie Gmin, co oznacza, że rezultatem wyborów jest zawieszony parlament. Frekwencja wyniosła 68,7% (w samej Anglii 69,1%).
|  | Partia                                        | Mandaty | Zmiana | Liczba głosów | % głosów | Zmiana (%) |
|  | --------------------------------------------- | ------- | ------ | ------------- | -------- | ---------- |
|  | Partia Konserwatywna                          | 318     | -13    | 13 667 213    | 42,4     | +5,5       |
|  | Partia Pracy                                  | 262     | +30    | 12 874 985    | 40,0     | +9,5       |
|  | Szkocka Partia Narodowa                       | 35      | -21    | 977 569       | 3,0      | -1,7       |
|  | Liberalni Demokraci                           | 12      | +4     | 2 371 772     | 7,4      | -0,5       |
|  | Demokratyczna Partia Unionistyczna            | 10      | +2     | 292 316       | 0,9      | +0,3       |
|  | Sinn Féin                                     | 7       | +3     | 238 915       | 0,7      | +0,2       |
|  | Plaid Cymru                                   | 4       | +1     | 164 466       | 0,5      | -0,1       |
|  | Partia Zielonych Anglii i Walii               | 1       | 0      | 525 371       | 1,6      | -2,1       |
|  | Partia Niepodległości Zjednoczonego Królestwa | 0       | -1     | 593 852       | 1,8      | -10,8      |
|  | Socjaldemokratyczna Partia Pracy              | 0       | -3     | 95 419        | 0,3      | 0,0        |
|  | Ulsterska Partia Unionistyczna                | 0       | -2     | 83 280        | 0,3      | -0,1       |
|  | Pozostałe partie i kandydaci niezależni       | 1       | 0      | 311 760       | 1,0      | -0,2       |
|  | Łącznie                                       | 650     |        | 32 196 918    | 100,0    |            |

W samej Anglii rządzący konserwatyści utracili 22 mandaty wobec 21 mandatów zyskanych przez labourzystów, 2 przez Liberalnych Demokratów i jedynym mandacie straconym przez Partię Niepodległości Zjednoczonego Królestwa (UKIP).